# Habenaria cornuta
Habenaria cornuta är en orkidéart som beskrevs av John Lindley. Habenaria cornuta ingår i släktet Habenaria och familjen orkidéer. Inga underarter finns listade i Catalogue of Life.